# افتح عينيك (فلم)
إفتح عينيك (بالإسبانية: Abre los Ojos) هو فيلم إسباني أنتج في سنة 1997 وهو من إخراج أليخاندرو آمينابار وشارك في تأليفه مع المخرج ماتيو جيل ومن بطولة إدواردو نوريغا وبينيلوب كروز وتشيتي لارا ونجوى نمري، وهذا الفلم يتكلم عن رجل شاب وسيم يستيقظ من كلام امرأة قالت له افتح عينيك وثم يبحث عنها.

## روابط خارجية
- مقالات تستعمل روابط فنية بلا صلة مع ويكي بيانات